# Kálmán Imre Múzeum (Siófok)

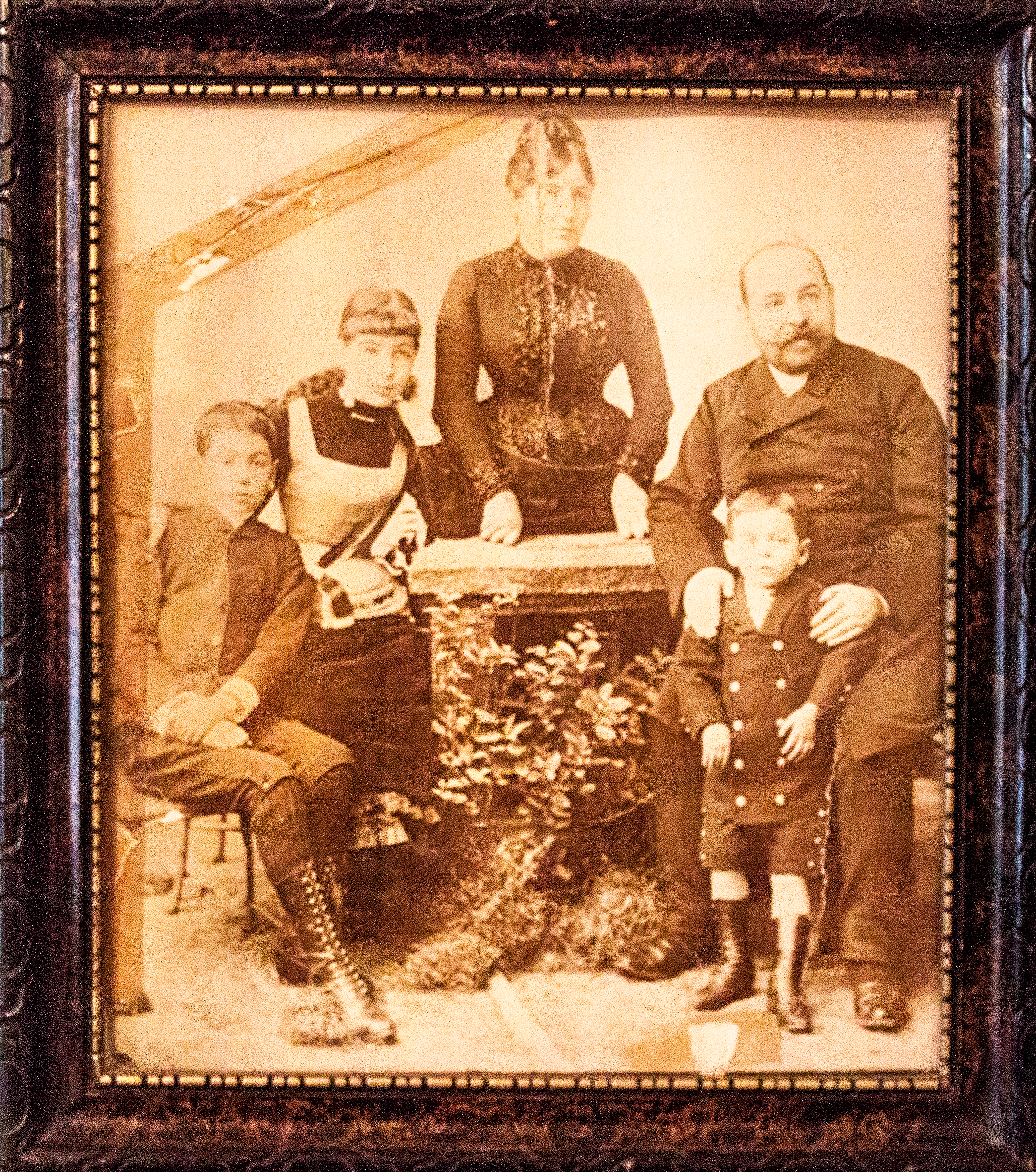
Kálmán Imre (jobbra lent) gyermekkorában a családjával

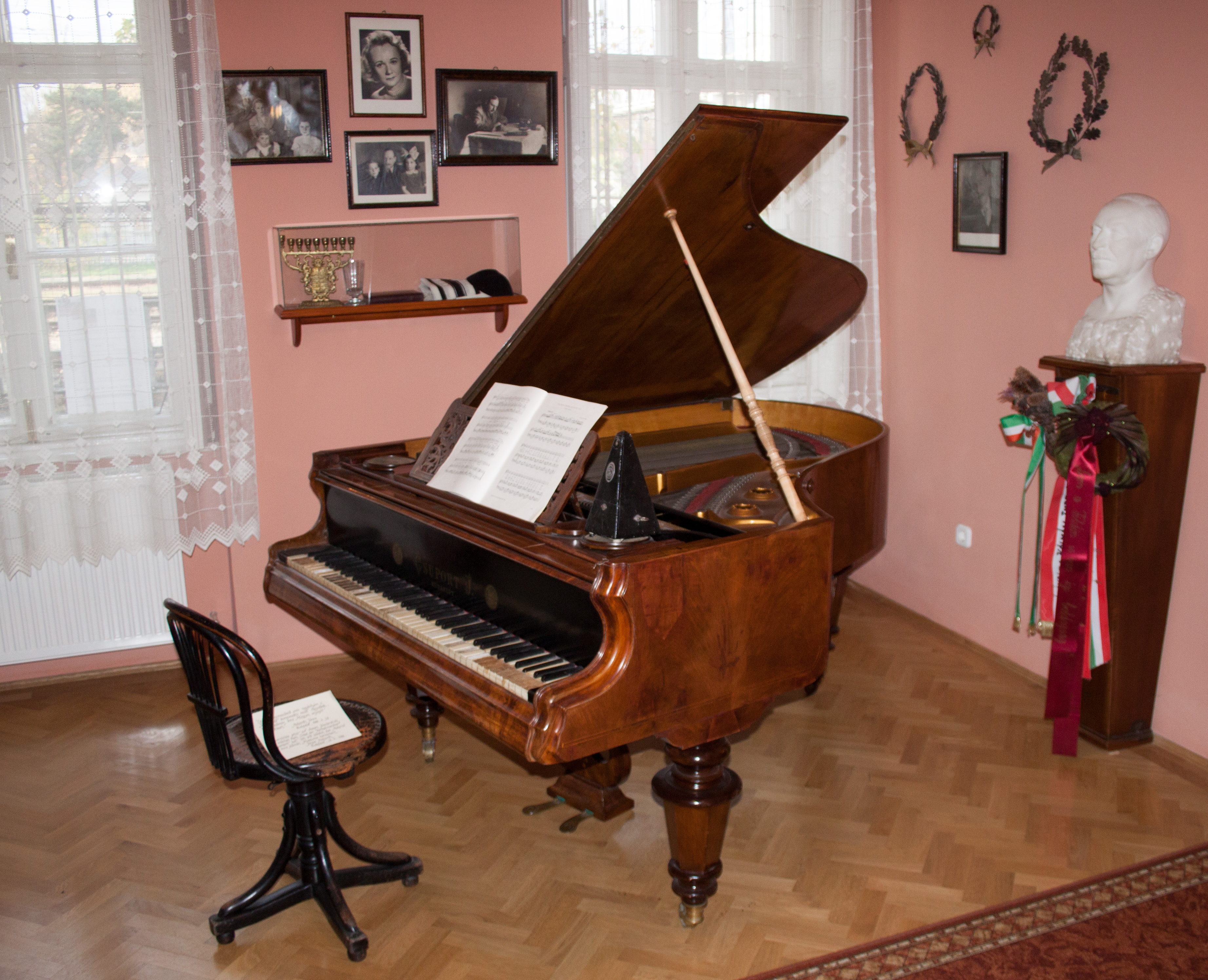
A zeneszerző zongorája a múzeum első termében

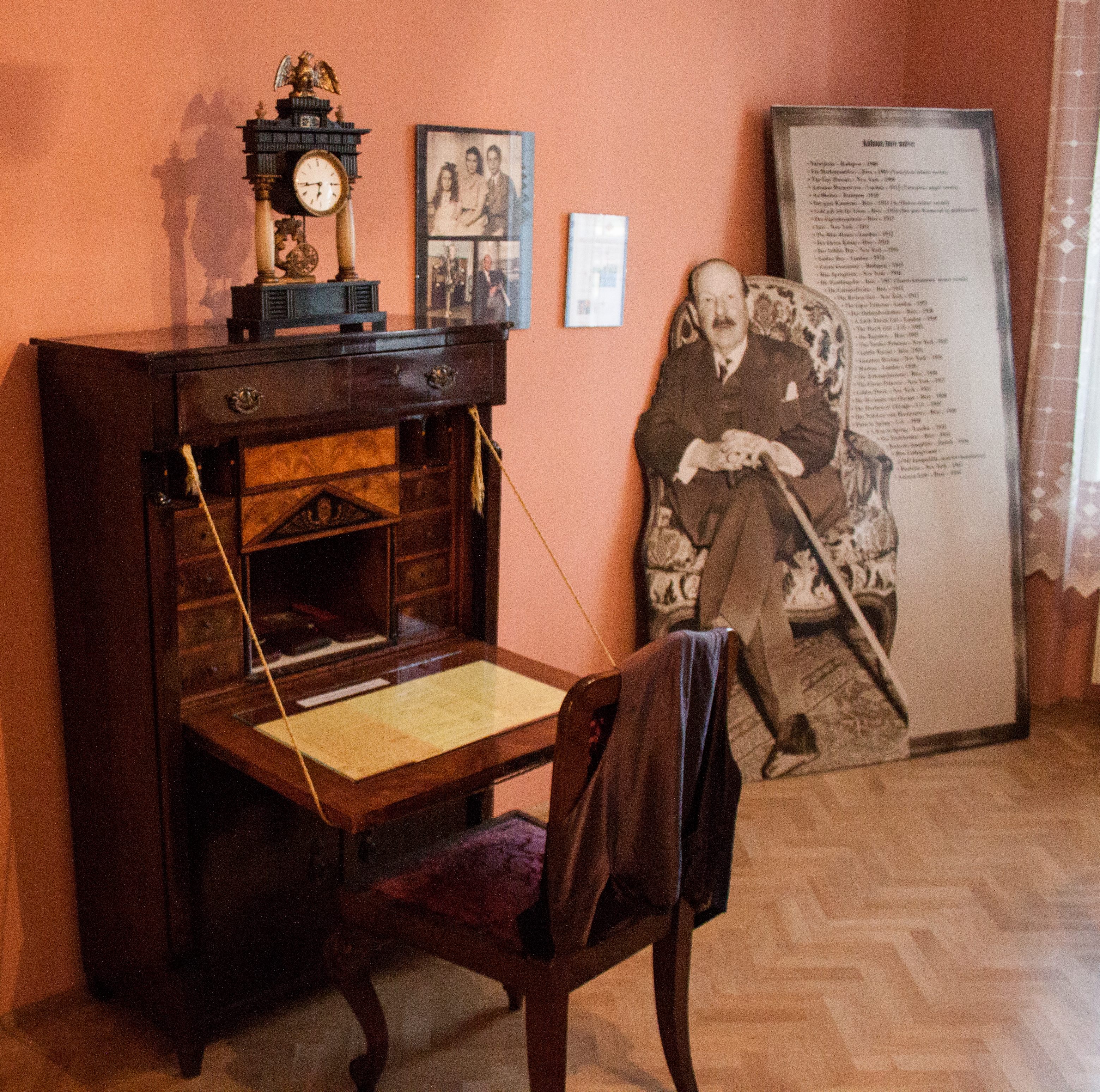
A művész íróasztala

A Kálmán Imre Múzeum a zeneszerző siófoki szülőházában, a Kálmán Imre sétányon található. Az emlékházat születésének 105. évfordulója alkalmából, 1987. október 22.-én nyitották meg.
A múzeum állandó kiállítása a szülőház földszinti részén sok értékes tárgyat mutat be a művész hagyatékából, köztük a zongoráját is. A kiállítótermekben a világhírű operettekből hallhatunk részleteket a látogatás közben.  
A zeneszerző özvegye, Vera Kálmán és gyermekei, Yvonne és Charles 1991 augusztusában a múzeumnak adományoztak a bécsi Hofburgban akkor kiállított családi emlékek közül néhány fontos darabot, köztük E. D. Minazzoli párizsi szobrászművész Kálmán Imréről készült mellszobrát, a művész kezeinek gipszmásolatát, a zeneszerző magas osztrák kitüntetését.  
A múzeumnak sok külföldi látogatója is van, a 2010-es években már számos orosz turista is felkeresi azt. Érdekesség, hogy Kálmán Imre feleségének édesanyja a pétervári cári udvar  udvarhölgye volt. Kálmán Imre operettjei a kommunizmus ideje alatt is mindvégig nagy népszerűséget élveztek a Szovjetunióban. Nemrégiben egy japán televízió forgatócsoportja is megörökítette az emlékházat egy Kálmán Imréről szóló műsor számára.
Az emeleti részen időszakos képzőművészeti kiállításokat rendeznek.